# Glenea annuliventris
Glenea annuliventris es una especie de escarabajo del género Glenea, familia Cerambycidae. Fue descrita científicamente por Pic en 1926.
Habita en Vietnam. Esta especie mide 17-18 mm.